# Faial
Faial ist die fünftgrößte Insel der portugiesischen Inselgruppe der Azoren.
Sie wird wegen der vielen blauen Hortensienhecken auch Ilha Azul (dt.: „blaue Insel“) genannt. Faial spielte von jeher eine besondere Rolle, ob als Zwischenstation der frühen Transatlantikflüge, ob als Zentrum für die Telekommunikation zwischen Europa und Amerika oder als wichtiger Yachthafen.

## Geografie
Faial liegt zwischen 38° 31' und 38° 39' nördlicher Breite und zwischen 28° 36' und 28° 50' westlicher Länge. Die Fläche beträgt 172 km², und die Insel hat eine ungefähre Küstenlänge von 80 Kilometern. Sie ist etwa 14 km breit und 21 km lang.
Die Insel ist vulkanischen Ursprungs. Davon zeugt unter anderem ihre höchste Erhebung, der Cabeço Gordo mit seinen 1043 Metern. Die Caldera hat einen Durchmesser von zwei Kilometern und ist etwa 500 m tief. Faial ist die dem Mittelatlantischen Rücken nächstgelegene Azoreninsel. Immer wieder erlebte die Insel heftige Vulkanausbrüche. Im Jahr 1672 war ein Ausbruch des Cabeço do Fogo verantwortlich für den Tod zahlreicher Familien. Die jüngsten Vulkanausbrüche auf Faial erfolgten am 27. September 1957 und dann wieder vom 16. Dezember 1957 bis zum 12. Mai 1958. Dabei vergrößerte sich die Insel um 2,4 km², es bildete sich die Ponta dos Capelinhos. Dort befindet sich am alten Leuchtturm seit August 2008 ein Museum, das sich der Vulkanologie und der Geschichte des Ausbruchs widmet. Ein schweres Erdbeben erschütterte im Jahr 1998 die Insel und richtete in einigen Dörfern großen Schaden an.
Die Insel hat ca. 15.000 Einwohner, ihre Hauptstadt ist Horta mit 6.500 Einwohnern. Weitere Ortschaften sind Capelo, Praia do Norte, Cedros, Ribeirinha, Pedro Miguel, Flamengos, Praia do Almoxarife und Castelo Branco.
An der Südküste befindet sich – zehn Kilometer von Horta entfernt – der Flughafen der Insel.

## Geschichte
Die Entdeckung und Besiedelung der bis dahin unbewohnten Insel erfolgte in der ersten Hälfte des 15. Jahrhunderts. Diogo de Silves entdeckte 1427 die östlichen und zentralen Inseln der Azoren. Er wurde von Heinrich dem Seefahrer, Prinz von Portugal, aus dem Hause Avis gesandt. Eine kleine Gruppe von Portugiesen von der Insel Terceira besiedelte Faial im Jahre 1432. Im selben Jahr befahl der flämische Prinz Henry Josse von Huerter, die Insel zu besiedeln. Die erste flämische Siedlung wurde bei Praia do Almoxarife gegründet, aber kurz darauf wieder verlassen, weil man dort kein Wasser fand. 1468 wurde Josse van Huerter zum Gouverneur der Insel ernannt. Seine Tochter Joãna de Macedo heiratete Ende der 1480er-Jahre Martin Behaim, den Anreger des ersten, erhaltenen Globus.
1672 brach der Vulkan Cabeço di Fogo aus. Infolge dieses Vulkanausbruches fand eine verstärkte Emigration der Inselbevölkerung nach Brasilien statt. 1857 wurde die erste Walfanggesellschaft gegründet.
Die Europe & Azores Telegraph Co. verlegte 1893 das erste Unterseekabel zwischen Faial und Lissabon. Das Kabel wurde durch die Firma Telcon hergestellt. Damit begann eine Phase, in der Faial zu einem wichtigen Knotenpunkt in der Telekommunikation wurde. Im Jahre 1900 wurde ein weiteres Unterseekabel von Greetsiel und Borkum nach Faial und von dort weiter nach Coney Island in New York durch die German Atlantic Telegraph Co. verlegt. Das Kabel wurde von Felten & Guilleaume sowie Telcon hergestellt. Im gleichen Jahr wurde ein weiteres Kabel zwischen Horta und Neuschottland und von dort weiter nach New York verlegt. Das Kabel wurde von der Siemens Brothers & Co. in London gefertigt. Betrieben wurde es durch die US-amerikanische Firma Commercial Cable Company, welche das Unterseekabel 1901 bis nach Waterville in Irland verlängern ließen. Im gleichen Jahr wurde zwischen der Kapverdischen Insel São Vicente und Faial durch die Telcon abermals ein Kabel verlegt, das von der Western Telegraph Company betrieben wurde.
Durch die Norddeutschen Seekabelwerke wurde sowohl 1903 zwischen Greetsiel und Faial als auch 1904 zwischen New York und Faial jeweils ein neues Unterseekabel verlegt. Betreiber der beiden Kabel war die German Submarine Telegraph Co. Zwischen São Vicente auf den Kapverden und Faial verlegte die Telcon 1906 ein neues Unterseekabel, das durch die Western Telegraph Co. betrieben wurde. Außerdem verlegte die Telcon 1923 ein Unterseekabel zwischen Le Havre und Faial, welches durch die Commercial Cable Co. betrieben wurde, und 1924 sowohl ein Unterseekabel zwischen New York und Faial, welches im Betrieb von Western Union Telegraph Co. war, als auch ein von Italcable betriebenes Unterseekabel zwischen Málaga und Faial.
Die Norddeutschen Seekabelwerke verlegten 1926 ein Kabel zwischen Borkum und Faial, welches durch die German Atlantic Telegraph Co. betrieben wird. Im Jahre 1928 verlegt die Telcon ein Kabel zwischen Neufundland und Faial, welches durch die Western Union Telegraph Co. betrieben wird. Die Unterseekabel zwischen Horta und Neuschottland und zwischen Horta und Waterville wurden 1962 stillgelegt.
1933 wählte Charles Lindbergh im Auftrag von Pan American World Airways (PanAm) den Hafen von Horta als geeigneten Zwischenstopp für Transatlantikflüge mit Flugbooten aus. In der Folge wurde Horta bis 1945 regelmäßig unter anderem von PanAm, Air France, Lufthansa und Imperial Airways angeflogen. Danach verlagerte sich der Flugverkehr zum Flughafen Santa Maria.
Im Jahre 1976 erfolgte die Gründung der Universität der Azoren (portugiesisch: Universidade dos Açores) in Ponta Delgada mit zwei Fakultäten in Ilha do Faial. Am 1. Januar 1986 wurde Portugal Mitglied der Europäischen Union und damit auch Faial ein Teil der EU. Ein Erdbeben der Stärke 6,2 auf der Richterskala erschütterte am 9. Juli 1998 die Insel. Es führte zu großen Schäden, acht Menschen starben und etwa 500 Häuser stürzten ein. Das Epizentrum lag etwa 5 km vor der Küste.

## Hafenbahn Horta
Zwischen 1876 und 1901 existierte in Horta eine Hafenbahn in der Spurweite 2134 mm. Sie besaß vier Dampflokomotiven mit der Achsfolge B.